# Euptilotis neoxenus
Euptilotis neoxenus е вид птица от семейство Трогонови (Trogonidae), единствен представител на род Euptilotis. Видът е почти застрашен от изчезване.

## Разпространение
Видът е разпространен в Мексико и САЩ.